# أسامة كامل أبو شقرا
أسامة كامل أبو شقرا (مولود عام 1939 في جديدة مرجعيون، لبنان) هو مصرفي ومدقق ومحاسب محلف لبناني. متخصص في المحاسبة وتدقيق الحسابات (خبير محاسبة مجاز) CPA، وهو مفكر وكاتب وأديب وباحث في القرآن الكريم وفي اللغة العربية.

## بداياته
تلقى أبو شقرا علومه الابتدائية في مدرسة جديدة مرجعيون الرسمية، والتكميلية في مدرسة دير مشموشة قرب جزين، والثانوية في مدرسة الطريق الجديدة الرسمية في بيروت.

## مهنته
بدأ حياته العملية في العام 1959 في أحد المصارف التجارية في بيروت، حيث ترقى فيه من موظف مبتدئ إلى أن أصبح مدير فرع في العام 1966. وفي الوقت عينه، درس أصول علم المحاسبة وتدقيق الحسابات. وفي العام 1974 ترك العمل المصرفي ليمارس مهنة الخبرة في المحاسبة والتدقيق في مكتبه الخاص حتى بلوغه سن التقاعد.
درس القرآن الكريم على نفسه حتى أصبح يُعدُّ من بين الباحثين فيه، ما أكسبه أيضًا تعمقًا في اللغة العربية.

## التأليف والنشر
بدأ نشاطه في البحث والتأليف والكتابة في العام 1991 بوضع كتابه الأول (دليل الموضوعات في آيات القرآن الكريم) الذي استغرق منه نحوا من عشر سنوات، ليصدر في العام 2001. ينشر أبحاثه اللغوية على صفحة أسسها لهذا الغرض تحت اسم (جمعية أصدقاء اللغة العربية – مونتريال Association des Amis de la Langue Arabe ADALA – Montréal).

## كتبه المنشورة
- دليل الموضوعات في آيات القرآن الكريم – 2001
  - بحث وتحقيق: أسامه كامل أبو شقرا. تقديم: الدكتور هشام نشابة، رئيس المعهد العالي للدراسات الإسلامية في بيروتز عدد صفحاته 1248. الطبعة الأولى- 2001 – بيروت – لبنان. الكتاب ثمرة أكثر من عشر سنوات من العمل الدؤوب، حوى عشرة أجزاء في مجلد واحد، تضمنت 278 موضوعا، مصنفة في أبواب ومجزأة في فصول وأقسام، وذلك حسب ترابط موضوعاتها واندراجها تحت عنوان أساسي واحد، وبأسلوب علمي تعليمي «أكاديمي» متميز، بحيث يمكن للقارئ أن يستخلص منها، حسب التسلسل الذي صنفت فيه، تعريفا عاما بالدين الإسلامي الحنيف. إضافة إلى أمور تهم الباحثين في شؤون الديانات السماوية والخلق والعلوم. وفي الجزء الأخير: «خير الدعاء ما جاء في كتاب الله».[3]
- أصول تطبيق قانون الضريبة على القيمة المضافة (لبنان) – 2002 ثم 2004.
  - تأليف: أسامه كامل أبو شقرا. طبعة أولى - 2002 - بيروت – لبنان. طبعة ثانية منقحة ومعدلة – 2004 – بيروت. شرح تطبيقي لجميع النصوص المتعلقة بالقانون رقم 379 تاريخ 24/12/2001، «قانون الضريبة على القيمة المضافة» (لبنان)، في 18 فصلا استنادا إلى الأحكام التطبيقية التي صدرت بعده. كما يتضمن جميع النصوص القانونية بحيث يمكن الاكتفاء به كمرجع وحيد من دون عناء البحث في أعداد الجريدة الرسمية للاطلاع على تلك النصوص.
- المسيح (عليه الصلاة والسلام) في القرآن – 2004
  - تأليف أسامه كامل أبو شقرا. عدد صفحاته 204 - طبعة أولى – 2004 – بيروت – لبنان. ترجم إلى الفرنسية – طبعة أولى – 2013 – بيروت - لبنان تحت عنوان: Jésus Christ et La Vierge Marie dans Le Coran.
  - يروي الكتاب قصة ميلاد وحياة ومعجزات المسيح (عليه الصلاة والسلام)، مستخلصة من القرآن الكريم، ويبيّن فيه ما خصه تعالى من كرامات، وما نفاه عن المسيح (صلى الله عليه وسلم) وعن أمه مريم (عليها السلام) بالإضافة إلى ما أورده عن تعاليمه.
- الاقتصاد في القرآن – 2007
  - تأليف أسامه كامل أبو شقرا. عدد صفحاته 176 - طبعة أولى – 2007 – بيروت – لبنان. استخلص المؤلف في هذا الكتاب، من آيات القرآن الكريم، مبادئ وحدودَ وأسسَ النظامِ الاقتصادي القرآني الذي يرى أنه يصلح لكل زمانٍ ومكانٍ، شرط أن تضاف إليه، كما يقول «بعض الأحكام والضوابط التفصيلية والحدود الدقيقة حسب مقتضيات العصر أو المكان اللذين نعيش فيهما، كي يصبح نظامًا اقتصاديًا ماليًا ضريبيًا متكاملاً، ولكن وبالتأكيد، من دون أي تجاوز أو مخالفة للحدود التي أمر الله بها، هذه الحدود التي بينها فيه أيضًا».[4]
- أعمال غير منشورة في كتاب لعارف يوسف أبو شقرا – 2011.
  - تحقيق: أسامه كامل أبو شقرا. عدد صفحاته: 862 - تجليد فني (كرتوني) الطبعة الأولى - بيروت في العام 2011.مجلد يضم خمسة كتب تحتوي على كتاباتٍ من نتاج، المربي والشاعر والمؤرخ والأديب والصحفي، عارف أبو شقرا مما لم تسعفه سنوات عمره من أن ينشرها في كتاب. وهي التالية:
    - الكتاب الأول: ديوان شعر - مجموعة من قصائد متنوعة نظمها في الرثاء والسياسة والمدح بالإضافة إلى ما نظمه من أناشيد وفي موضوعات أخرى. ومعظمها نشر في الصحف اللبنانية في حينه.
    - الكتاب الثاني: تاريخ جبل حوران - مخطوطة أرخ فيها الفترة التي بدأت مع هجرة الموحدين الدروز إلى هذا الجبل في القرن الثامن عشر، وحتى أواخر العقد الرابع من القرن التاسع عشر.
    - الكتاب الثالث: الفوطة الزرقاء - وفيه ما كتبه من روايات لأحداث وصور ووصف لعادات وتقاليد، استقاها من صميم حياة اللبنانيين معظمها من القرن التاسع عشر. بالإضافة إلى بضعة قصص.
    - الكتاب الرابع: شذرات - يضم مقالاته المنشورة في الزاوية التي خصصتها له جريدة الأنباء على صفحتها الأولى، والتي كان عنوانها أولاً: "دعاء" ثم أصبح: "شذرات، وكان يوقعها باسم "أبو ذر". وهي جميعها في شؤون السياسة والمجتمع.
    - الكتاب الخامس: مقالات وقطع في موضوعات متنوعة - مجموعة كتابات متنوعة في شؤون المجتمع والاقتصاد واللغة والنقد الأدبي والتربوي والتعليمي وفي الرثاء وفي موضوعات ورسائل أخرى، إلى جانب ما عربه عن الإنكليزية.
- حنين الحب – 2016 - (مجموعة قصص قصيرة).
  - تأليف أسامه كامل أبو شقرا - عدد صفحاته 127 - طبعة أولى – 2016 – الدار العربية للعلوم ناشرون - بيروت - لبنان. الكتاب يتضمن مجموعة قَصص وحكايات، من واقع الحياة ومن الخيال ومن حكايات الآباء والأجداد، ومنها ما هو رمزي استقاها من أحداث معينة.
- عودة إلى أسباب أحداث القرن التاسع عشر – 2017 (بحث تاريخي).
  - تأليف أسامه كامل أبو شقرا. عدد صفحاته 135 - طبعة أولى – 2017 – الدار العربية للعلوم ناشرون - بيروت – لبنان. دراسة معمقة في الأسباب والعوامل التي كانت السبب في اندلاع أحداث دموية من العام 1841 حتى الفتنة الكبرى في العام 1860، في جبل لبنان.
- الجهاد في القرآن – لا قتال بعد وفاة النبي صلى الله عليه وسلم – 2018.
  - تأليف أسامه كامل أبو شقرا. تقديم العلامة السيد علي الأمين. عدد صفحاته 256 - طبعة أولى – 2018 – الدار العربية للعلوم ناشرون - بيروت – لبنان.[5]

```
يقول فيه السيد علي الأمين: «اطلعت على كتاب (الجِهادِ في القُرآنِ الكريمِ) الذي كتبه الأديبُ المفكرُ الأستاذ أسامه أبو شقرا، حفظه الله تعالى. وقد نظرتُ في مقاصِدِ الكتابِ وفصولِهِ فوجدْتُها تدورُ حولَ فِكرةٍ جديدةٍ عن الجِهادِ ومعانِيهِ في القرآنِ الكريم، وقد استعانَ في تحديدِ معناهُ والمقصودِ منه باللغة والقرآنِ نفسِهِ وبما ورد من تفسيرٍ لآيات الجهاد والقتال في السُّنَّةِ النَّبوية الشَّريفة، وهي طريقةٌ علميّةٌ وموضوعيّةٌ تُعتمَدُ في تحديد المفاهيم القرآنية ومدالِيلِ النصوصِ الدينيِّة. وهو أراد من كتابِه هذا أن يدفعَ بالدليل والبرهان تَمَسُّكَ بعضِ الجماعاتِ بآياتٍ من القرآن الكريم لتشويِهِ الإسلامِ والقولِ بأنَّه داعيةُ قتلٍ وقِتالٍ إلى يومِ الدين. وقد طرح فكرةً مُهمَّة في كتابه ترجع إلى تحديد الجهاد من الناحية الزمنية بحياة النبي عليه الصلاة والسلام، وهي فكرةٌ جديرةٌ بالوقوف عندها والتأملِ فيها.»
```

- أحاديث الرسول صلى الله عليه وسلم بين الصحيح والمنحول - 2021
  - طبعة أولى – 2021 – عدد صفحاته 280. دار الدندشي للطباعة والنشر في مونتريال، بالتعاون مع دار يافا العلمية للنشر والطباعة والتوزيع – عمان – الأردن. بعدما بيّن الكاتب أن إمكانية دسّ أحاديث مكذوبة أو منحولة على النبي صلى الله عليه وسلم، متوفرة جدًّا في كتب الأحاديث الموجودة في الأسواق، أو كلمات أو أحرف من شأنها تغيير أو قلب المعنى إلى عكسه. ووجود أخطاء في الطباعة نتيجة عدم مراقبة نسخها أو طباعتها، وأخطاء في سرد أحداث مثبتة تاريخيا، ووجود أحاديث تخالف آياتٍ من القرآن الكريم أو أخلاق وصفات النبي صلى الله عليه وسلم، أو لا يقبلها العقل. توصل إلى اقتراح وضع أسس وشروط إضافية جديدة للتحقق من صحة الحديث أو عدمها، وصولا إلى وضع كتابٍ موحدٍ للأحاديث الصحيحة التي يعترف بصحتها الإسلام والمسلمون فقط ومن دون غيرها.[6]
- حوار شيخين في الإسلام - 2021
  - طبعة أولى – 2021 – دار الدندشي للطباعة والنشر في مونتريال، بالتعاون مع دار يافا العلمية للنشر والطباعة والتوزيع – عمان – الأردن. 112 صفحة. عرض فيه الكاتب أمثلةً من بعض الممارسات والأفعال، والفتاوى الغريبة، باسم الإسلام، أو بحجة الدفاع عنه، أو عن الله تعالى ونبيّه الكريم، والصادرة في معظمها، عن أناسٍ لا صفة ولا حقَّ لهم في ذلك، أغلبُ الظنّ أنّهم مُغرضون، أو نتيجة لفهمٍ غير سليم لنصوصٍ من آيات القرآن الكريم، أو فيها ما يخالف أخلاق وصفات النبيّ صلى الله عليه وسلم،[7] الذي قال عنه، عزّ وجلّ: ﴿إنّك لعلى خلقٍ عظيم﴾. ولتبيان الخاطئ من تلك الممارسات والأفعال والأقوال، والتخلّص منها، وضع هذا الكتاب على شكل حوارٍ تخيّله جرى، في بضع لقاءات، بين شخصين وهميين، مسلمين مؤمنين، جمعتهما مقاعد الدراسة، في المرحلتين الثانوية والجامعية. أحدهما، الشيخ إبرهيم، تقليديّ التفكير، يعتبر أن عمل رجل الدين مهنةٌ تؤمّن له موردًا ماليًّا يعيش منه في بحبوحة، هو وعائلته؛ وكان قد قبِلَ كلَّ ما درسه في الجامعة، من دون اعتراضٍ أو تحقّق أو تدقيق، وكما جاء في الكتب المقررة، وعلى ألسنة الأساتذة المحاضرين؛ ولكنّه لم يكن متحجّرًا متمسّكًا بحرفيّة ما تلقّنه، بل كان يحترم رأي الآخر ويستمع إليه، فإن اقتنع بصوابه قبله وتبنّاه بدوره. والثاني، الشيخ سالم، منفتح واسع التفكير، يدرس ويمحِّص بتجرّدٍ وإيجابية، ويستند في أبحاثه على أسسٍ علمية ومنطقية، ولا يتبنّى إلّا ما يقتنع به عقله قبل قلبه، وما لا يتعارض مع مفهومه لما جاء في القرآن الكريم.

## مساهمات مختلفة في وسائل إعلامية
وله أيضًا مقالات عديدة في الدين الإسلامي والأدب واللغة العربيين والنقد السياسي والاجتماعي، نُشر معظمها في صحفٍ ومجلاتٍ لبنانية وكندية مثل النهار والحياة وجريدة الرسالة الصادرة في مونتريال. وكذلك عدة مقابلات إذاعية وتلفزيونية مثل راديو كندا الدولي، إذاعة الشرق الأوسط في مونتريال وإذاعة Ville Marie الدينية وتلفزيون الـ أن بي أن وتيلي لوميار وغيرها كما ألقى عددا من المحاضرات في جمعيات ثقافية عاملة.

## وصلات خارجية
- صفحة أسامة كامل أبو شقرا علي فايسبوك
- موقع أسامة كامل أبو شقرا على اليوتيوب
- صفحة جمعية أصدقاء اللغة العربية